# Pietro Valier

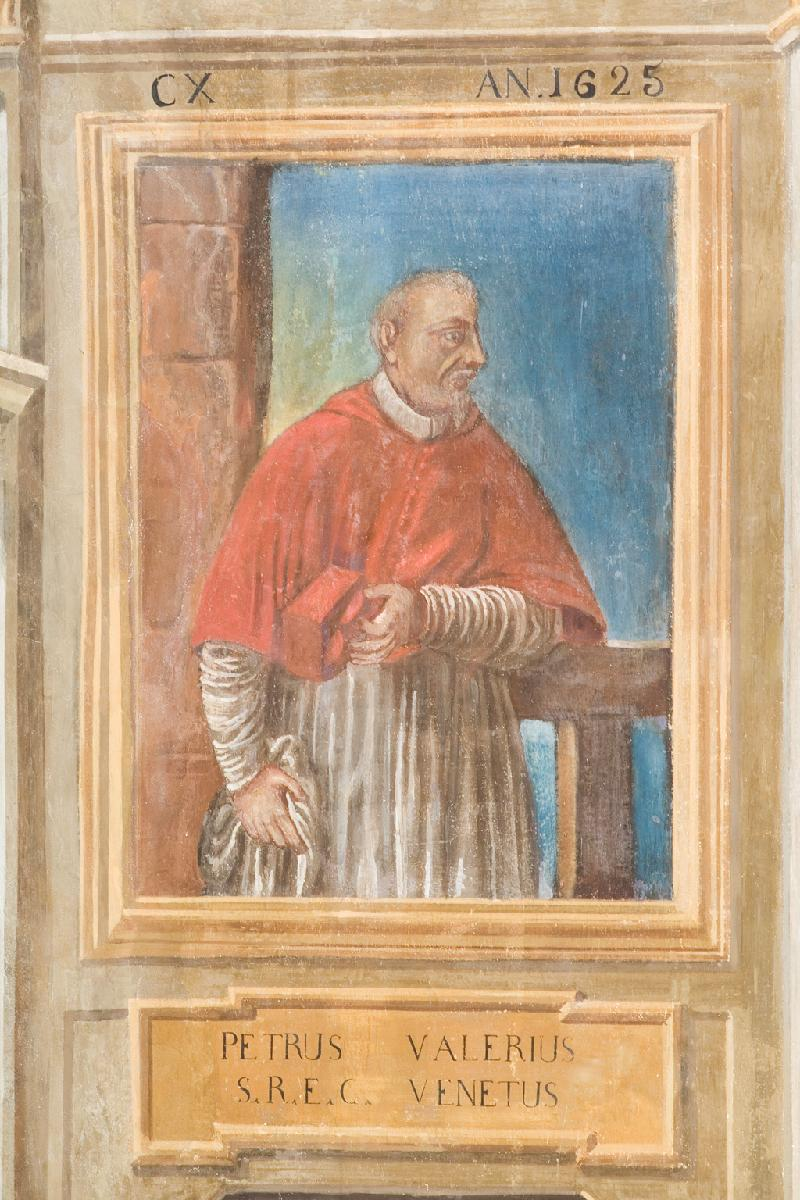
Kardinal Pietro Valier als Bischof von Padua (Wandmalerei 17. Jh.)

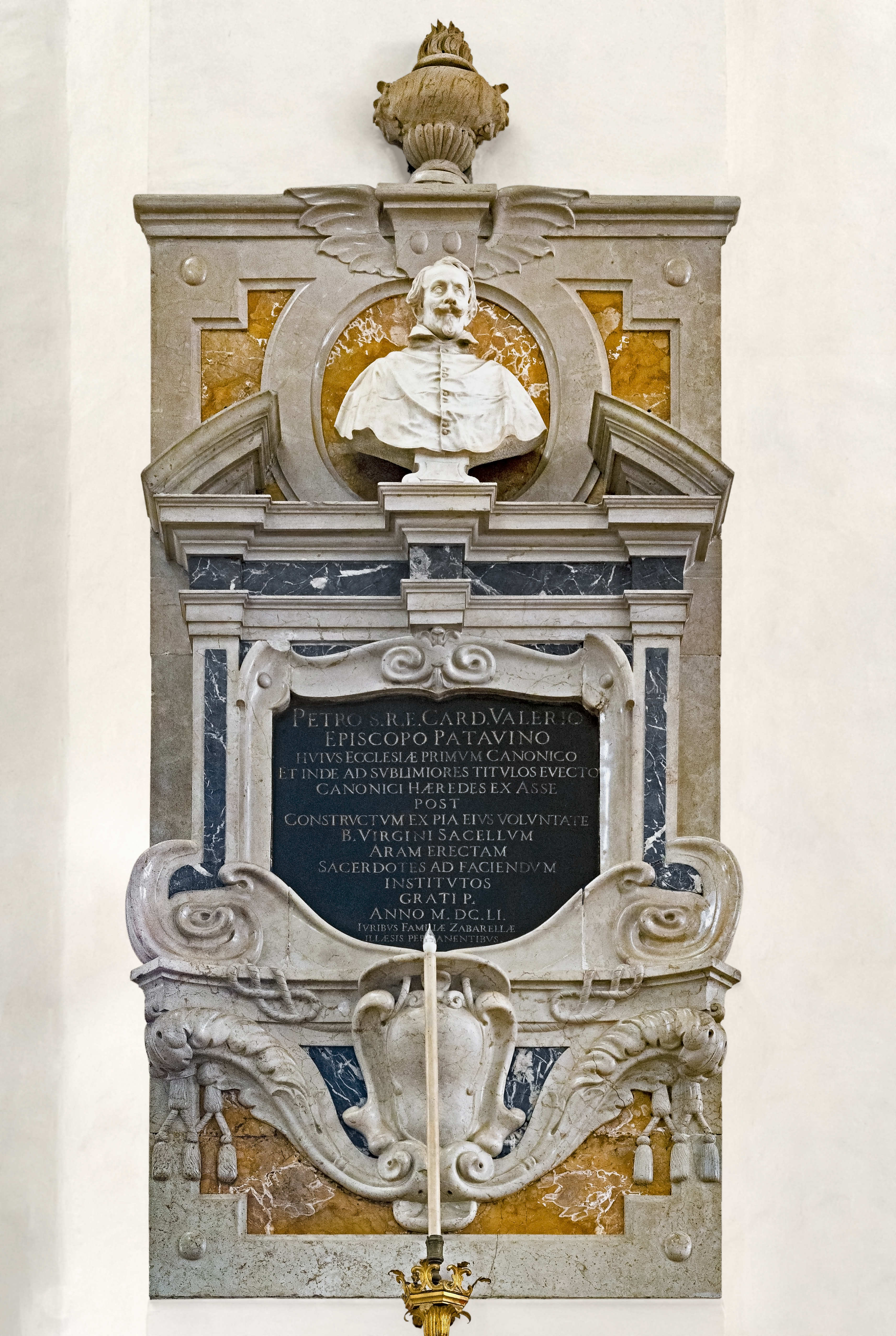
Grabmal in der Kathedrale von Padua

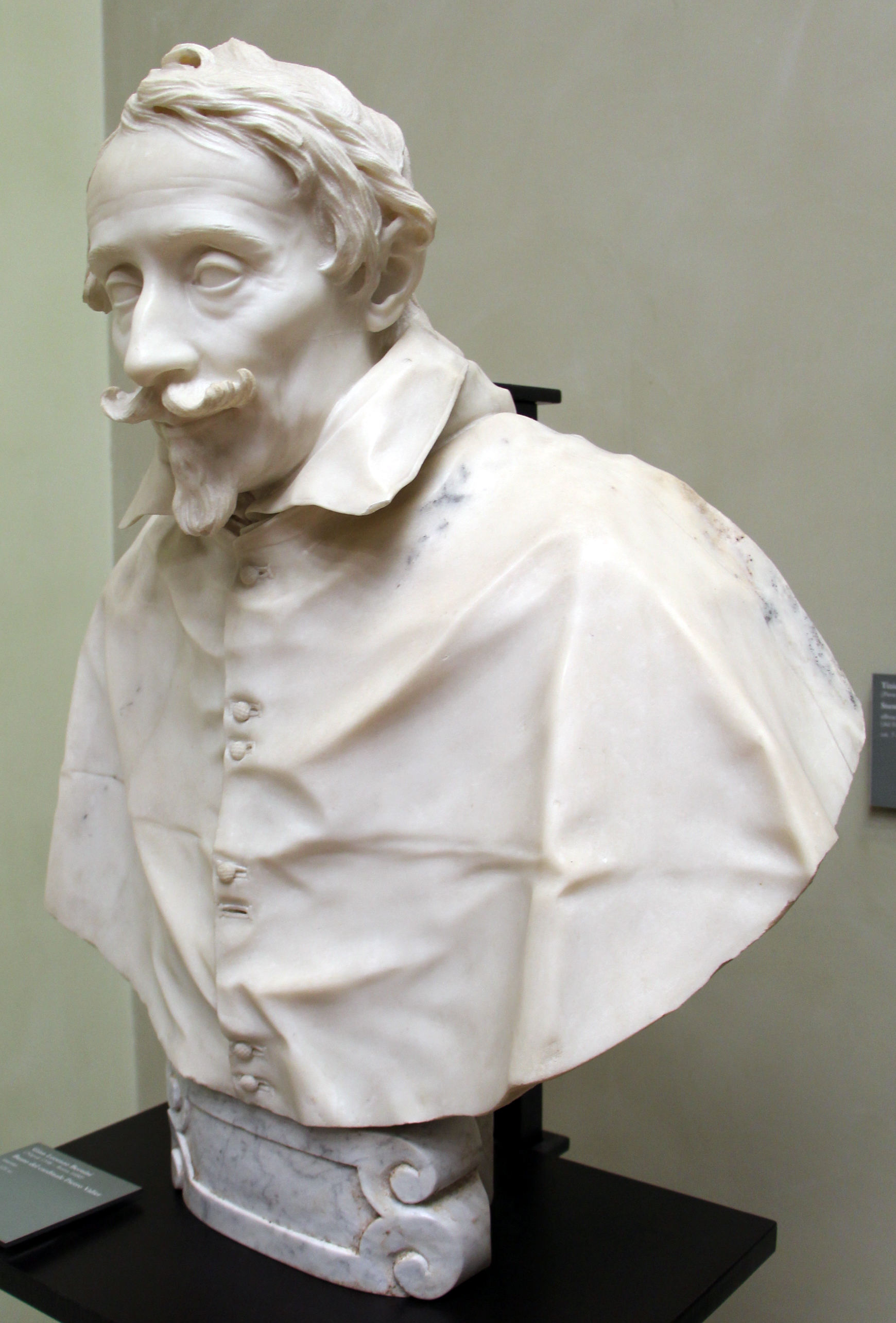
Büste Pietro Valiers von Gian Lorenzo Bernini (17. Jh.)

Pietro Valier (auch Pietro Valerio, Pietro Valiero und Pietro Valieri; * 1574 in Venedig; † 5. April oder 9. April 1629 in Padua) war ein italienischer Kardinal der Römischen Kirche.

## Leben
Er war das zweite von sechs Kindern des venezianischen Patriziers Giovanni Luigi Valier und dessen Ehefrau Laura Bernardo. Sein Großonkel war der Kardinal Bernardo Navagero, sein Onkel Kardinal Agostino Valier. Der Familie entstammten mit Bertuccio Valier und Silvestro Valier zwei Dogen des 17. Jahrhunderts.
Ab 1605 lebte Pietro Valier im Apostolischen Palast. 1607 wurde er Referendar bei den Gerichtshöfen der Apostolischen Signatur, 1609 war er Gouverneur von San Severino, 1610 Gouverneur von Todi und von 1610 bis 1614 Gouverneur von Orvieto. Daneben war er Kanoniker des Domkapitels von Padua.
Am 18. Mai 1611 wurde Pietro Valier zum Titularbischof von Famagusta ernannt. Er war vom 28. Februar 1614 bis 1616 Gouverneur von Spoleto, danach bis etwa 1621 Nuntius in der Toskana. Am 18. Mai 1620 wurde er zum Erzbischof von Candia (Kreta) erhoben und empfing am 1. Juni desselben Jahres das Pallium.
Im Konsistorium vom 11. Januar 1621 erhielt Pietro Valier von Papst Paul V. die Kardinalswürde und wurde kurz darauf zum Kardinalpriester ernannt. Den roten Hut erhielt er am 14. Januar und die Titelkirche San Salvatore in Lauro am 3. März desselben Jahres. Er nahm am Konklave 1621 teil, das Papst Gregor XV. wählte. Zum Mitglied der Kongregation Propaganda Fide wurde er 1622 ernannt. Pietro Valier war Teilnehmer am Konklave 1623, aus dem Urban VIII. als Papst hervorging. Am 2. Oktober 1623 wurde er mit dem persönlichen Titel eines Erzbischofs auf den Bischofssitz von Ceneda (Vittorio Veneto) transferiert. Am 18. März 1624 optierte er für die Titelkirche San Marco. Auf den Bischofssitz von Padua wurde er am 18. August 1625 transferiert.
Pietro Valier starb am 5. oder am 9. April 1629 und wurde in der Kathedrale von Padua beigesetzt, wo zu seinen Ehren ein Kenotaph errichtet wurde.